# Adam Szor
Adam Szor (ur. 1910, zm. 26 marca 1963 w Warszawie) – polski działacz ruchu robotniczego pochodzenia żydowskiego.
Początkowo działał w Komunistycznej Partii Zachodniej Ukrainy, a następnie w Komunistycznej Partii Polski. W późniejszym czasie był działaczem Polskiej Partii Robotniczej, a od 1948 Polskiej Zjednoczonej Partii Robotniczej. Za udział i zaangażowanie w ruchu robotniczym został odznaczony Krzyżem Kawalerskim Orderu Odrodzenia Polski.